# Sofia Coll
Sofia Coll i Benito (Barcelona, 1 de enero de 1999)es una cantante, bailarina y actriz española. Se la conoce por haber participado en la segunda temporada del programa de TV3 Eufòria, donde quedó 4.ª y por participar en la tercera edición del Benidorm Fest 2024.

## Biografía
Se crio entre el Raval y el Pueblo Seco en Barcelona. Se hizo conocida por participar en la primera edición española del concurso La Voz Kids, donde fue escogida en el equipo de la cantante Malú . Empezó su proyecto musical en marzo de 2019 con el lanzamiento del sencillo Before I Forget What's Love. En febrero del año siguiente, apareció en el programa Feeel de Betevé, en el que actuó y presentó varios temas propios. Más adelante, en septiembre de 2020, sacó su álbum de debut Génesis . También fue una de las protagonistas de la serie de RTVE Cataluña Baño Compartido (2019), en la que interpreta a Alicia, y llegó en una ocasión al casting final del programa Operación Triunfo . Más adelante, hizo colaboraciones con artistas como Rakky Ripper, Quaiko y CVMILLE. En 2023 entró en la segunda temporada del programa musical de TV3 Eufòria, donde cantó canciones de artistas como Miley Cyrus, P!nk, Katy Perry o Jennifer López.
En noviembre de 2023 se convierte en una de los 16 participantes del Benidorm Fest 2024, preselección española para el Festival de Eurovisión con la canción «Here to Stay» con la cual consiguió llegar a la final. A pesar de ser una gran favorita para ganar, acabó en la séptima posición. 
Apareció como bailarina en el videoclip de Rosalía «F*cking Money Man (Milionària + Dio$ No$ Libre Del Dinero)».
Cita como influencias a Beyonce, Masego, Jorja Smith, Mahalia, Teyana Taylor, Christina Aguilera, Etta James y James Brown .
En enero de 2024, se convierte en presentadora del nuevo concurso de talentos de TV3, "Èpic Nails"